# Gayle (slang)
Gayle, eller gail, är en form av slang som är baserad på engelska och afrikaans. Den används mestadels av det engelsk- och/eller afrikaansspråkiga HBQT-folket i Sydafrika. Gayle har inga modersmålstalare och det kan räknas som ett utdött och oklassificerat språk.
Orsaken till att gayle utvecklades var det att under Sydafrikas apartheidtider var det brottsligt att vara homosexuell och det straffades med flera år i fängelse. Slangen kom fram i mitten av 1960-talet och hette ursprungligen "moffietaal". Slangen blev ett sätt dölja homosexualitet i språkbruket.. Samtidigt med gayle utvecklades det en annan HBQT-slang, isiNgqumo, bland dem som talade bantuspråk eftersom de svarta sydafrikanerna hölls separerade från vita på grund av apartheid. Sedan 1994, då homosexualitet blev avkriminaliserat, började också användningen av gayle minska märkbart eftersom det fanns inte mer en orsak att dölja ens sexuella läggning.
Den lesbiska gemenskapen har utvecklat sin egen variant från gayle som heter lettytaal.
Gayles roll har förändrats från att dölja homosexualitet till att etablera det och bygga en identitet. Genom att använda slangen har man lyckats att skapa ett register för HBQT-gemenskapen..
I 2003 publicerades det en ordbok av gayle. Ordbokens författare Ken Cage tog dock inte itu med slangens pionjärer från 1960-talet.. År 2020 kom ut dokumentärfilmen The Men Who Speak Gayle, regisserad av Andrew Brukman, som berättar om två män som tagit sin uppgift att försvara gayle: dragartisten Nathan Kennedy och queerpersonen Louis van Brakel.

## Exempel

### Ord
Ett påfallande drag är användningen av kvinnliga namn i gayle. 
| Gayle     | Svenska                              |
| --------- | ------------------------------------ |
| Abigail   | abortion                             |
| Erica     | erektion                             |
| Mary      | någon som är klart homosexuell       |
| Nora      | en dum person                        |
| Priscilla | polisman                             |
| Wendy     | en vit homosexuell man eller lipsill |
| Zelda     | en zulu homosexuell                  |

Källa:

### Sats
| Gayle                                        | Engelska                     | Svenska                      |
| -------------------------------------------- | ---------------------------- | ---------------------------- |
| Kyk hoe Olive lyk sy                         | Look how cute she is         | Titta hur söt hon är         |
| Nancy, die bag is vast Olga                  | No, the man is very old      | Nej, mannen är mycket gammal |
| Van wat praat julle nou? (Vanlig afrikaans.) | What are you talking about?  | Vad pratar ni om?            |
| Die bag wil nou weer gaan Nita               | This guy wants to fuck again | Denna kille vill knulla igen |
| Ek is vast Barbara                           | I am very scared             | Jag är mycket rädd           |

Källa: